# 크리스 샌더스

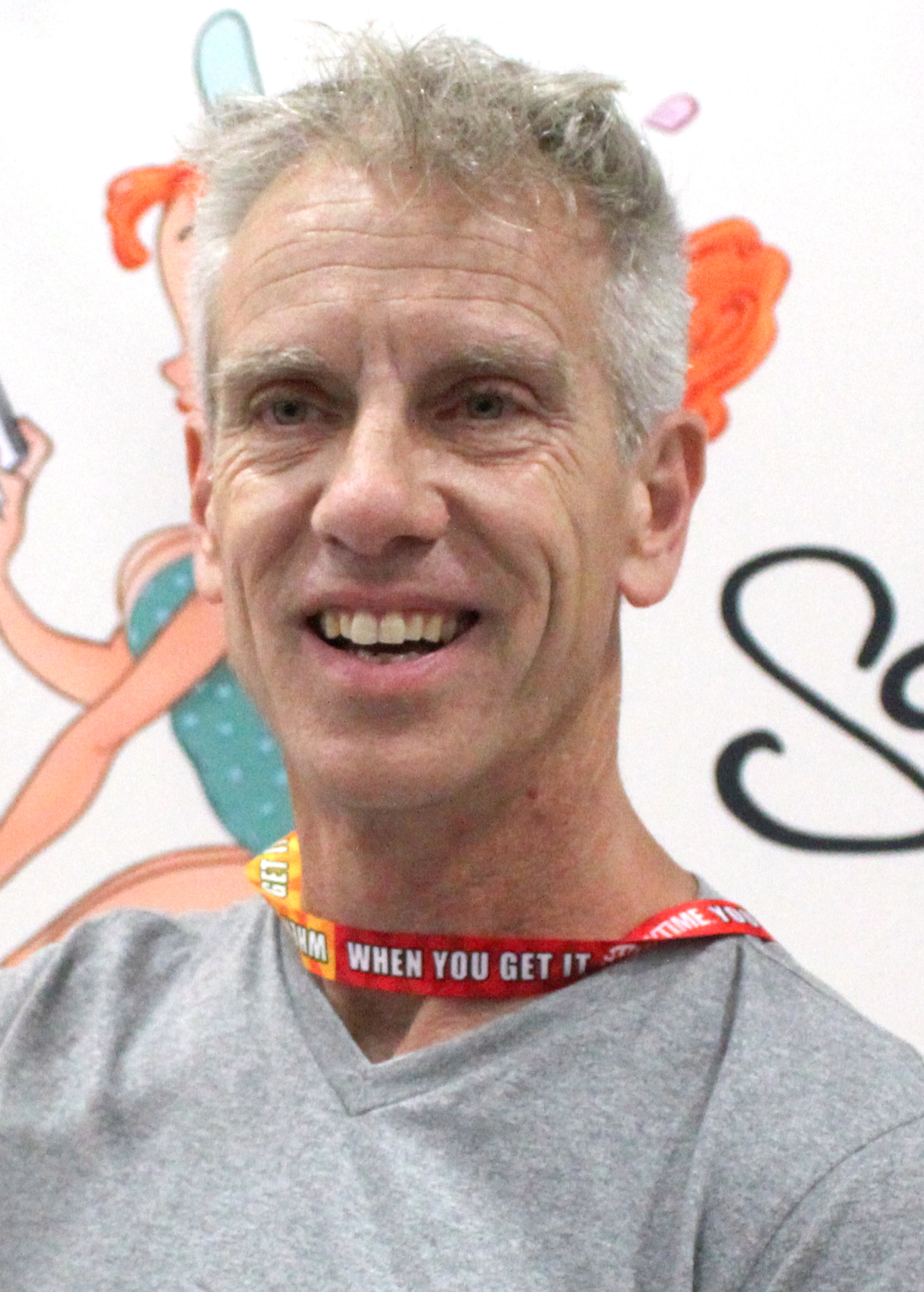

크리스 샌더스(Chris Sanders, 1962년 3월 12일)는 미국의 영화 감독 및 성우이다.

## 작품

### 감독
- 릴로 & 스티치 (2002)
- 드래곤 길들이기 (2010)
- 크루즈 패밀리 (2013)
- 콜 오브 와일드 (2020)

### 각본
- 알라딘 (1992)
- 뮬란 (1998)
- 릴로 & 스티치 (2002)
- 스티치 더 무비 (2003)
- 릴로 & 스티치 TV 시리즈 (2003-2006)
- 릴로 & 스티치 2 (2005)
- 리로이 & 스티치 (2006)
- 드래곤 길들이기(2010)
- 크루즈 패밀리 (2013)

### 프로덕션 디자인
- 라이온 킹 (1994)

### 제작
- 드래곤 길들이기 2 (2014)
- 드래곤 길들이기 3

### 기획
- 드래곤 길들이기 (2025)

### 목소리 출연
- 릴로 & 스티치 (2002) - 스티치 역
- 스티치 무비 (2003) - 스티치 역
- 릴로 & 스티치 TV시리즈 (2003-2006) - 스티치 역
- 라이온 킹 3 (2004) - 스티치 역
- 릴로 & 스티치 2 (2005) - 스티치 역
- 리로이 & 스티치 (2006) - 스티치,리로이 역
- 크루즈 패밀리: 뉴 에이지 (2020) - 벨트 역
- 릴로 & 스티치 (2025) - 스티치 역